# Saint François Longchamp
Saint François Longchamp község Franciaország Auvergne-Rhône-Alpes régiójában, Savoie megyében. Új községként 2017. január 1-jén jött létre Montaimont, Montgellafrey és Saint-François-Longchamp község egyesítésével. A korábbi községek egyesülésekor az új község lélekszáma 470 fő lett. Lakosainak száma 487 fő (2022. január 1.).

## Népesség
| Lakosok száma | 460  | 517  | 545  | 545  | 545  | 544  | 487  |
|               | 2015 | 2017 | 2018 | 2019 | 2020 | 2021 | 2022 |